# Quirino (nome)
Quirino  è un nome proprio di persona italiano maschile.

## Varianti
- Maschili: Querino[5]
- Femminili: Quirina[1][2][5], Querina[5]

### Varianti in altre lingue
- Catalano: Quirí[7]
- Croato: Kvirin
- Francese: Quirin[6], Corin[3]
- Friulano: Quarìn[8]
- Inglese: Quirinus
- Latino: Quirinus[1][3][5][6]
  - Femminili: Quirina[1][3]
- Lituano: Kvirinas
- Olandese: Quirijn[3]
- Polacco: Kwiryn
- Portoghese: Quirino[3][6]
- Spagnolo: Quirino[3][7]
- Tedesco: Quirin[3][6]

## Origine e diffusione
Riprende il nome di Quirino, un dio-guerriero sabino assunto poi anche dalla religione romana e identificato con Romolo e con Marte (nonché con Giove, per associazione al greco antico κύριος, kyrios, "signore"), da cui prende nome il colle del Quirinale.
L'etimologia è dubbia; potrebbe essere basato sul termine sabino quirin o curis, "lancia", oppure tratto dal nome della città sabina di Cures.
Il nome venne portato da numerosi santi fra i primi cristiani, a cui si deve parte della diffusione del nome. In Italia è accentrato per metà dei casi nel Lazio.

## Onomastico
L'onomastico si può festeggiare in memoria di più santi, alle date seguenti:
- 4 marzo, san Quirino, martire con altri compagni a Nicomedia[9][10]
- 25 marzo, san Quirino, martire a Roma sotto Claudio II (corpo santo proveniente dalla catacomba di Ponziano), venerato presso l'abbazia di Tegernsee[4][9][10]
- 30 marzo, san Quirino, padre di santa Balbina, carceriere di papa Alessandro I, martire a Roma sotto Adriano[9]
- 30 aprile, san Quirino, tribuno, martire a Roma sotto Traiano (corpo santo proveniente dalla catacomba di Pretestato), venerato a Neuss[4][9][10]
- 3 giugno, san Quirino, martire in Africa[9]
- 4 giugno, san Quirino, vescovo di Siscia, martire a Szombathely sotto Galerio[4][10]
- 4 giugno, san Quirino, martire a Tivoli[4][9][10]
- 4 giugno, san Quirino, martire a Noviodunum[9]
- 7 giugno, san Quirino, martire venerato a Cluny[9]
- 11 ottobre, san Quirino, martire con i santi Nicasio, Scubicolo e Pienza nel Vexin[4][9][10]

## Persone

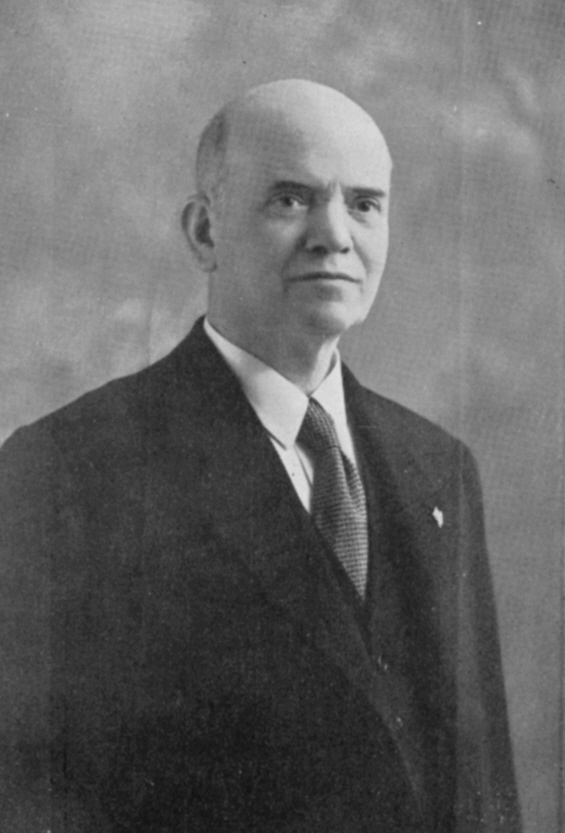
Quirino Majorana

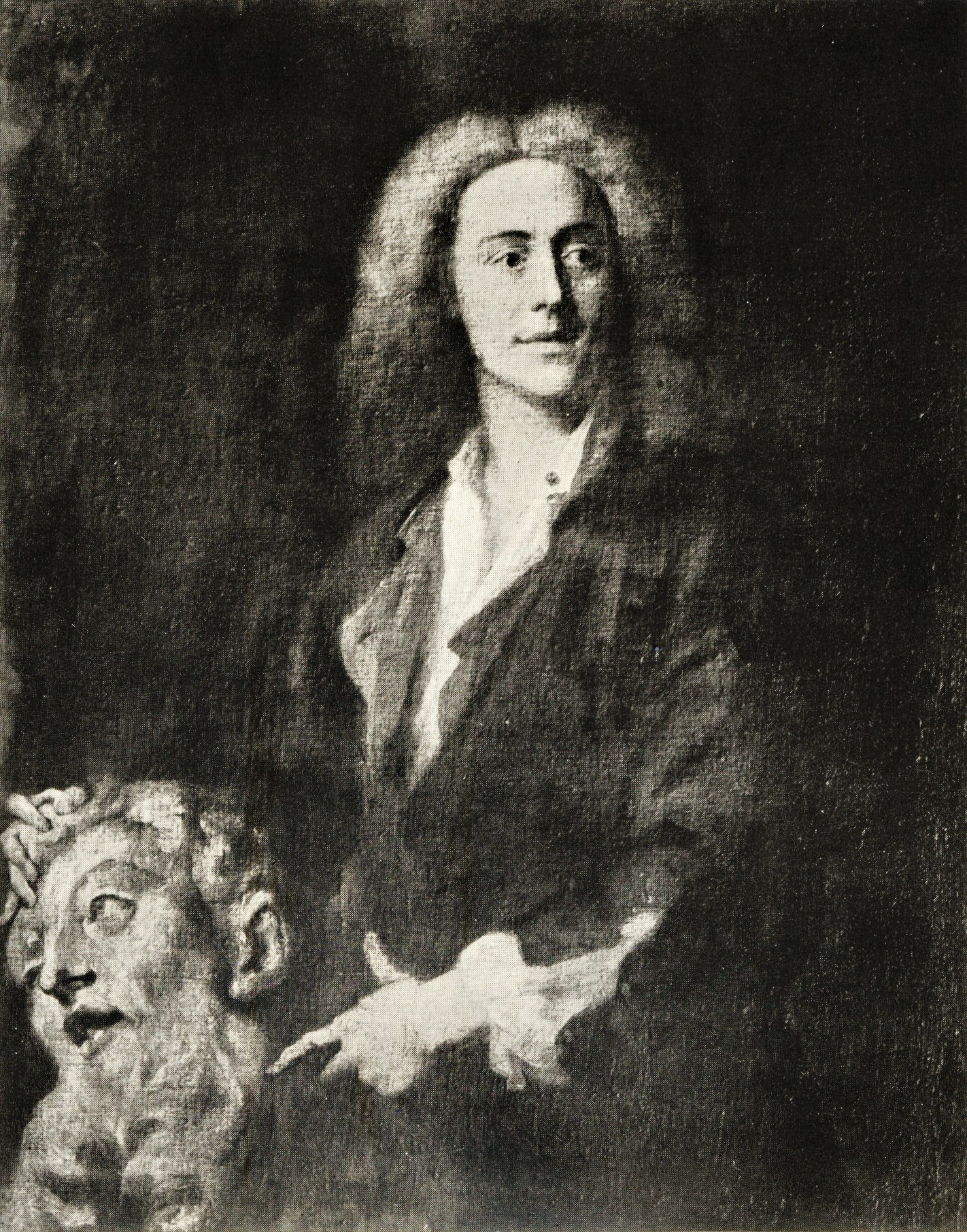
Egid Quirin Asam

- Romolo Quirino Amaseo, umanista italiano
- Quirino Armellini, generale italiano
- Quirino Bezzi, scrittore italiano
- Quirino Cristiani, disegnatore e regista di animazione italiano
- Quirino De Ascaniis, presbitero e missionario italiano
- Quirino De Giorgio, architetto italiano
- Quirino di Neuss, tribuno e santo romano
- Quirino Gasparini, compositore italiano
- Quirino Majorana, fisico italiano
- Quirino Perfetto, sindacalista e anarchico italiano
- Quirino Principe, critico musicale, musicologo, traduttore e saggista italiano
- Quirino Toccacelli, ciclista su strada italiano
- Ennio Quirino Visconti, archeologo e politico italiano

### Varianti maschili
- Egid Quirin Asam, architetto e scultore tedesco
- Quirinus Kuhlmann, poeta e mistico tedesco
- Corin Nemec, attore statunitense
- Corin Redgrave, attore e attivista britannico

### Variante femminile Quirina
- Quirina Mocenni Magiotti, nobildonna italiana

## Il nome nelle arti
- Quirinus Raptor è un personaggio della serie di romanzi e film Harry Potter, creata da J. K. Rowling.